# Talavera monticola
Talavera monticola là một loài nhện trong họ Salticidae.
Loài này thuộc chi Talavera. Talavera monticola được Wladislaus Kulczynski miêu tả năm 1884.